# 埔里恒吉宮
23°57′55″N 120°57′44″E / 23.965219°N 120.962276°E

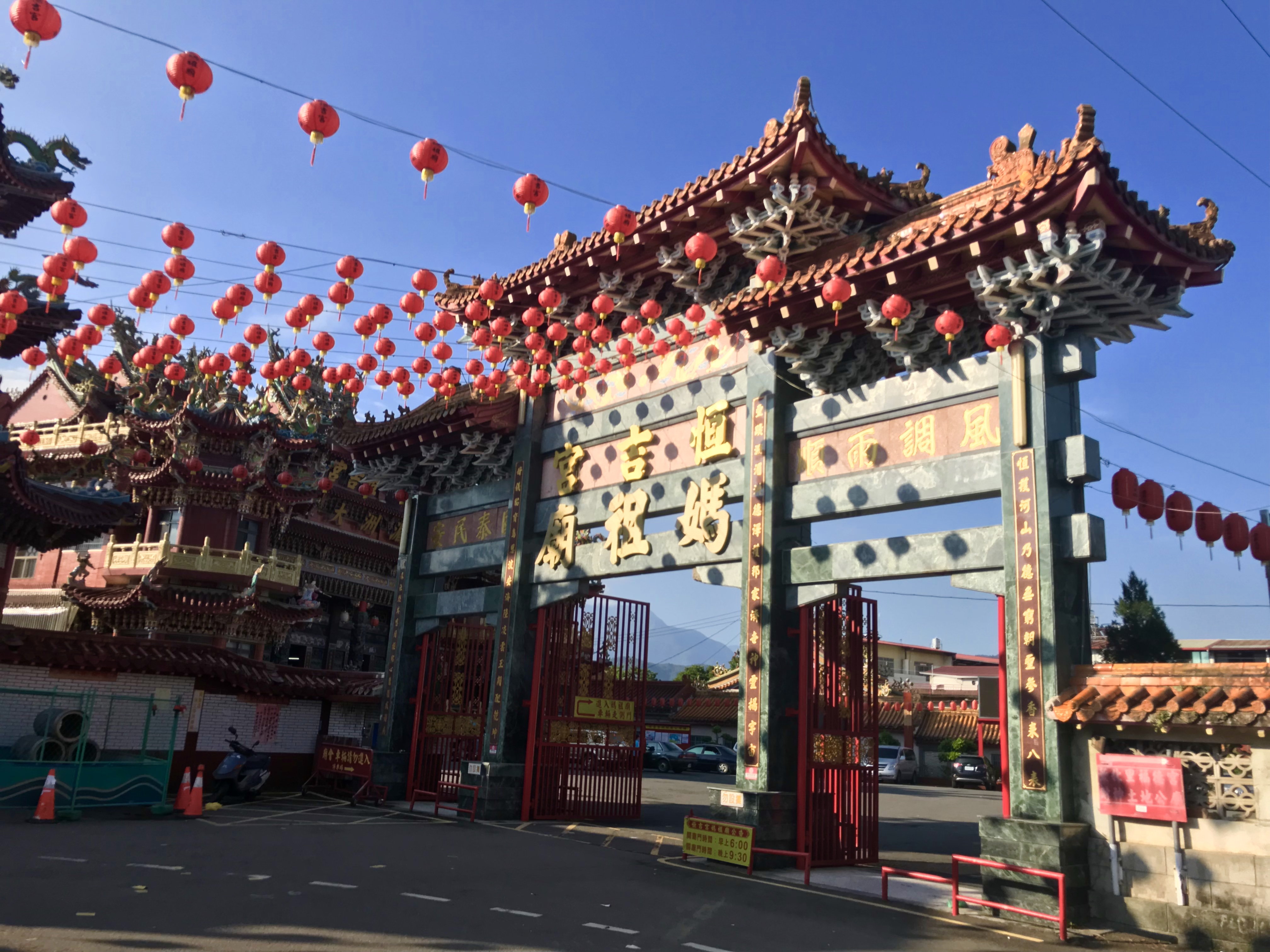
牌樓

埔里恒吉宮，是位於臺灣南投縣埔里鎮清新里的媽祖廟，在農曆九月時會迎請鹿港天后宮、彰化南瑤宮媽祖前來埔里近一個月。

## 宗教背景
依埔里主要廟宇的沿革及口碑，道光年間平埔諸族集體遷來此地時，就有帶來漢族的媽祖信仰，如南烘溪南岸的興安宮就祭祀拍瀑拉族大肚社帶來的媽祖神像，為埔里最早的媽祖廟，但廟宇在1917年震毀，神像不知下落。道卡斯族也帶來三尊媽祖神像，今各別供奉於日南天后宮、雙寮雙吉宮、朱姓民家。移居在籃城里的巴布薩族東螺社，則據說有來自溪州東螺街的媽祖像。

## 歷史沿革
埔里市區清新里的恒吉宮，其被廟方稱為「湄洲大媽」的媽祖神像背刻著「舊祖宮分爐恒吉宮天上聖母」字樣，可知分靈俗稱「舊祖宮」的鹿港天后宮，廟方顧問高錦祥記錄是光緒三年（1877年）帶來埔里。該像原先是廈門商人陳瑞芬供奉於他的商行—恆吉行，至光緒十三年（1887年）結束營業時，將店面及基地奉獻建廟，同年獲通判吳本賜贈「厚德配天」匾額。
1920年由劉沛然興建大木架結構，於1924年重建落成。日治時期擔任埔里街長的林其祥，卸任後即擔任此廟主持人。
戰後時期的門牌為南興街367號。戰後初期，擔任埔里孔子廟堂主的蘇樹木也曾同時擔任恒吉宮主持。1987年6月成立重建委員會，選出游賢邦為主任委員、李探雲、蘇庚昌為副主委，並聘李探雲擔任總幹事負責計劃，於次年興工重建。當時埔里醫生鄧相揚，以捐款50萬元方式取得恆吉宮的木、石構造的所有權，委由建築出身的埔里高工美術老師張勝利拆遷，在淡江大學建築研究所兩位研究生協助下，將廟方所有構造拍照編號來保存。鄧相揚原在埔霧公路途中建有一所經營旅遊事業、名為「埔里藝之村」的建物，他計畫改裝為文物館，將此廟拆下的傳統建築和文物作局部復原，歷經兩年的籌畫，就在開館前夕，文物遭到竊賊大洗劫。
1992年仲冬，新廟舉行入火鎮座。1994年12月8日，耗資億餘元重建的新廟舉行落成大典。
九二一大地震時，約400噸重的後殿廟頂因斷柱掉落至三樓地板上，原先廟方想以2000多萬元拆除重建，因廟頂受損不多、拆除怪手機具也無操作空間，遂改以千斤頂舉起修復。廟方以660萬元發包給鼎勝營造，在2004年4月15日撐起屋頂定位。至該年11月初報導時已修復完工，趕上當年的三獻清醮法會。

## 九月迓媽祖
埔里九月迓媽祖是以恒吉宮為中心舉行，除遇子年、卯年建醮時停辦外，歷年迎媽祖活動皆沒有間斷。依高錦祥的手稿，光緒二十三年（1897年），埔里水荒，經恒吉宮媽祖指示要踏勘水路，並邀請彰化的媽祖同行，因此該年農曆八月二十九，兩尊神像由各庄頭派出壯丁恭迎護駕列隊，由東螺圳路向觀音瀧、九芎林以踏勘水路，至九月初一日子時，忽然泉源浩湧，解救水荒，各庄頭遂固定以每年農曆九月邀請媽祖神像至各庄頭繞境。另一版本的時間是發生在光緒七年（1881年）因籃城庄眉溪地漏導致缺水，村民遂請彰化南瑤宮媽祖巡境。該月也會迎接松柏嶺受天宮的玄天上帝，因傳曾經協助驅蟲有功。
日治時期農曆九月的迓媽祖，只知會有迎接鹿港、彰化城兩尊媽祖，在八月末先駐蹕於恒吉宮，九月初一開始輪流迎至各聚落遶境及過夜，像是巫永福就回憶1922年即曾陪祖母坐轎到水尾迎接彰化媽、鹿港媽。一種看法是住民利用農休期請彰化的媽祖前來、大宴遠方賓客，是可藉此宣傳埔里、鼓勵移民進來。埔里公學校在1931年編纂的《埔里鄉土調查》，紀錄了當時各街庄遶境的順序，八月二十九迎媽祖、八月三十舉行下馬戲，然後九月初一至初二至牛眠山、初三到廿七分別是福興、虎仔耳、守城份、枇杷城、蜈蚣崙、大肚城、水頭、大馬麟、水尾、刣牛坑、史港坑、林仔城、紅瓦厝、生蕃空、茄苳腳（上保）、恒吉城、烏牛欄、牛相觸、觀音山、車仔頭、北寮（會社）、小埔社、大坪頂、茄苳腳（下保）、埔里，最後的廿八舉辦上馬戲，然後神像回駕原宮廟。埔里逐漸形成了以媽祖信仰為主導的信仰圈，在每年九月間迓媽祖的熱潮下，當地的平埔族村庄紛紛組成獅陣、南管、北管等陣頭，而其祖靈信仰和歲時祭儀就逐漸式微。
傳說1935年5月13日（農曆四月十一），居民請竹山沙東宮的開臺聖王神像遶境後，不久即下起大雨，因此日後九月也會請此廟神像過來。1955年埔里乾旱，2000餘甲的雙期水田僅種200餘，居民便在正月二十請開臺聖王巡迴求雨，但十數天未見下雨，於是又請彰化市區、北港、鹿港等地的媽祖與南鯤鯓代天府神像於2月22日前來，許多信徒均集在烏牛欄橋頭迎接。
1961年，鎮公所想把此活動減到剩4到6天，但鎮民反對，於是公推鎮長去問卜，得到答案是媽祖要維持29天。次年鎮公所商議後，改為6天，當年9月29日遶境牛眠、大湳、蜈蚣、史港、福興、廣成、合成、一新、向善，30日珠格、溪南、桃米、南村，10月1日大成、籃城、愛蘭、鐵山、房里，2日枇杷、枇城、水頭、麒麟，3日東門、西門、清新、同聲、薰化、南門、北門。1965年9月12日，埔里30名里長在廟內開會決定改成12天，九月初一在牛眠、福興、史港，初二向善、一新，初三廣成、合成，初四蜈蚣、大湳，初五清新、薰化，初六枇城、枇杷，初七珠格、溪南，初八大城、籃城，初九水頭、麒麟，初十鐵山、愛蘭、房里，十一桃米、南村，最後一日是南門、西門、東門、北門。
1970年代，埔里鎮長馬榮吉為響應時任行政院長的蔣經國的行政革新，便改變遶境方式，九月初前4天依序遶境東角、西角、南角、北角等各里，初五則迎到霧社，其後再擇日送聖駕回宮。後來里長會議又決議，從鹿港天后宮、彰化南瑤宮、松柏嶺受天宮、竹山沙東宮迎來的神像不再前往各聚落遶境，而是安奉於恒吉宮正殿前供信徒參拜，改以恒吉宮媽所供奉大大小小的媽祖分身，分別編號，讓各里抽籤迎請回去遶境。